# Tim Jackman
Tim Jackman est (né le 14 novembre 1981 à Minot, Dakota du Nord aux États-Unis) est un joueur professionnel américain de hockey sur glace dans la Ligue nationale de hockey.

## Carrière de joueur
Il a été repêché au 2e tour, 38e au total par les Blue Jackets de Columbus au repêchage d'entrée de 2001. Jackman a joué au Center Park High School à Brooklyn Park au Minnesota, où il a obtenu tous les honneurs de l'État. Il a ensuite fréquenté l'université d'État de Minnesota-Mankato durant deux saisons.
Jackman fit ses débuts professionnels dans la 2002-2003 avec le Crunch de Syracuse de la Ligue américaine de hockey, filiale des Blue Jackets. Il rejoint la Ligue nationale de hockey durant la 2003-2004 prenant part à 19 rencontres, inscrivant un but et deux passes.
Le 8 octobre 2005, il est échangé en compagnie de Geoff Sanderson aux Coyotes de Phoenix en retour de Jason Chimera, Michael Rupp et Cale Hulse. Il passe la majorité de l'année avec les Rampage de San Antonio dans la LAH prenant part qu'à 8 matchs avec les Coyotes. Le 9 mars 2006, il passe aux mains des Kings de Los Angeles en retour, les Coyotes obtiennent Yanick Lehoux.
Tim passe la majeure partie de la saison 2006-2007 avec la filiale des Kings, les Monarchs de Manchester, étant rappelé pour seulement 5 parties avec les Los Angeles.
Le 5 juillet 2007, il signe un contrat d'un an en tant qu'agent libre avec les Islanders de New York. Il partagea cette saison entre les Islanders et leurs club école en LAH, Sound Tigers de Bridgeport puis, le 2 juin 2008, il s'entend pour une saison supplémentaire avec l'équipe.
Le 2 juillet 2010, il signe un contrat en tant qu'agent libre avec les Flames de Calgary.
Le 21 novembre 2013, il est échangé aux Ducks d'Anaheim contre un choix de 6e tour dans le repêchage d'entrée dans la LNH 2014. Il est échangé une fois de plus: les Ducks l'échangent durant la saison 2015-2016, aux Blackhawks de Chicago. Malgré l'échange, il poursuivra sa saison avec les Gulls de San Diego, le club-école des Ducks.
Le 16 août 2016, il annonce mettre un terme à sa carrière de joueur professionnel et reprend ses études à l'université d'État de Minnesota-Mankato.

## Statistiques
| Saison     | Équipe                       | Ligue      |     | Saison régulière | Saison régulière | Saison régulière | Saison régulière | Saison régulière |   | Séries éliminatoires | Séries éliminatoires | Séries éliminatoires | Séries éliminatoires | Séries éliminatoires |
| Saison     | Équipe                       | Ligue      | PJ  | B                | A                | Pts              | Pun              | PJ               | B | A                    | Pts                  | Pun                  |                      |                      |
| 1999-2000  | Vulcans de Twin City         | USHL       | 23  | 9                | 8                | 17               | 58               | 13               | 8 | 5                    | 13                   | 12                   |                      |                      |
| 2000-2001  | Mavericks de Minnesota State | NCAA       | 37  | 11               | 14               | 25               | 92               | -                | - | -                    | -                    | -                    |                      |                      |
| 2001-2002  | Mavericks de Minnesota State | NCAA       | 36  | 14               | 14               | 28               | 86               | -                | - | -                    | -                    | -                    |                      |                      |
| 2002-2003  | Crunch de Syracuse           | LAH        | 77  | 9                | 7                | 16               | 48               | -                | - | -                    | -                    | -                    |                      |                      |
| 2003-2004  | Crunch de Syracuse           | LAH        | 64  | 23               | 13               | 36               | 61               | 7                | 2 | 3                    | 5                    | 12                   |                      |                      |
| 2003-2004  | Blue Jackets de Columbus     | LNH        | 19  | 1                | 2                | 3                | 16               | -                | - | -                    | -                    | -                    |                      |                      |
| 2004-2005  | Crunch de Syracuse           | LAH        | 73  | 14               | 21               | 35               | 98               | -                | - | -                    | -                    | -                    |                      |                      |
| 2005-2006  | Rampage de San Antonio       | LAH        | 50  | 7                | 13               | 20               | 127              | -                | - | -                    | -                    | -                    |                      |                      |
| 2005-2006  | Coyotes de Phoenix           | LNH        | 8   | 0                | 0                | 0                | 21               | -                | - | -                    | -                    | -                    |                      |                      |
| 2005-2006  | Monarchs de Manchester       | LAH        | 18  | 2                | 3                | 5                | 33               | 7                | 0 | 3                    | 3                    | 20                   |                      |                      |
| 2006-2007  | Monarchs de Manchester       | LAH        | 69  | 19               | 14               | 33               | 143              | 16               | 3 | 3                    | 6                    | 26                   |                      |                      |
| 2006-2007  | Kings de Los Angeles         | LNH        | 5   | 0                | 0                | 0                | 10               | -                | - | -                    | -                    | -                    |                      |                      |
| 2007-2008  | Sound Tigers de Bridgeport   | LAH        | 44  | 15               | 21               | 36               | 67               | -                | - | -                    | -                    | -                    |                      |                      |
| 2007-2008  | Islanders de New York        | LNH        | 36  | 1                | 3                | 4                | 57               | -                | - | -                    | -                    | -                    |                      |                      |
| 2008-2009  | Sound Tigers de Bridgeport   | LAH        | 12  | 6                | 1                | 7                | 35               | -                | - | -                    | -                    | -                    |                      |                      |
| 2008-2009  | Islanders de New York        | LNH        | 69  | 5                | 7                | 12               | 155              | -                | - | -                    | -                    | -                    |                      |                      |
| 2009-2010  | Islanders de New York        | LNH        | 54  | 4                | 5                | 9                | 98               | -                | - | -                    | -                    | -                    |                      |                      |
| 2010-2011  | Flames de Calgary            | LNH        | 82  | 10               | 13               | 23               | 86               | -                | - | -                    | -                    | -                    |                      |                      |
| 2011-2012  | Flames de Calgary            | LNH        | 75  | 1                | 6                | 7                | 94               | -                | - | -                    | -                    | -                    |                      |                      |
| 2012-2013  | Flames de Calgary            | LNH        | 42  | 1                | 4                | 5                | 76               | -                | - | -                    | -                    | -                    |                      |                      |
| 2013-2014  | Flames de Calgary            | LNH        | 10  | 1                | 0                | 1                | 41               | -                | - | -                    | -                    | -                    |                      |                      |
| 2013-2014  | Ducks d'Anaheim              | LNH        | 26  | 3                | 1                | 4                | 62               | -                | - | -                    | -                    | -                    |                      |                      |
| 2014-2015  | Ducks d'Anaheim              | LNH        | 55  | 5                | 2                | 7                | 86               | 9                | 0 | 0                    | 0                    | 12                   |                      |                      |
| 2015-2016  | Ducks d'Anaheim              | LNH        | 2   | 0                | 0                | 0                | 4                | -                | - | -                    | -                    | -                    |                      |                      |
| 2015-2016  | Gulls de San Diego           | LAH        | 22  | 1                | 1                | 2                | 33               | -                | - | -                    | -                    | -                    |                      |                      |
| Totaux LNH | Totaux LNH                   | Totaux LNH | 483 | 32               | 43               | 75               | 806              | 9                | 0 | 0                    | 0                    | 12                   |                      |                      |